# Français Cove
Die Français Cove (französisch Anse Français) ist eine kleine Bucht am nördlichen Ende der Booth-Insel im Wilhelm-Archipel vor der Westküste der Antarktischen Halbinsel. Sie liegt auf der Westseite des Port Charcot.
Teilnehmer der Vierten Französischen Antarktisexpedition (1903–1905) unter der Leitung des Polarforschers Jean-Baptiste Charcot entdeckten sie. Charcot benannte sie nach seinem Forschungsschiff Français, das im antarktischen Winter 1904 im Port Charcot ankerte. Das Advisory Committee on Antarctic Names übertrug 1952 die französische Benennung ins Englische.